# Gustaf Adolf Boltenstern (1861)
Gustaf Adolf Boltenstern (Helsingborg, 1 de abril de 1861-Estocolmo, 9 de octubre de 1935) fue un jinete sueco que compitió en la modalidad de doma.
Participó en dos Juegos Olímpicos de Verano entre los años 1912 y 1920, obteniendo una medalla de plata en Estocolmo 1912 la prueba individual.

## Palmarés internacional
| Juegos Olímpicos | Juegos Olímpicos   | Juegos Olímpicos | Juegos Olímpicos |
| Año              | Lugar              | Medalla          | Categoría        |
| ---------------- | ------------------ | ---------------- | ---------------- |
| 1912             | Estocolmo (Suecia) | Medalla de plata | Individual       |